# Get Rich or Die Tryin'
Ne doit pas être confondu avec Get Rich or Die Tryin' (film, 2005).
Albums de 50 Cent
Guess Who's Back?
(2002) The Massacre
(2005)
Singles
1. In da Club
Sortie : 7 janvier 2003
2. 21 Questions
Sortie : 29 avril 2003
3. P.I.M.P.
Sortie : 12 août 2003
4. If I Can't
Sortie : 16 septembre 2003

Get Rich or Die Tryin' est le premier album studio officiel de 50 Cent, sorti le 6 février 2003.
Produit par Eminem et Dr. Dre, cet opus va faire connaître l'artiste bien au-delà du milieu du rap. De nombreux titres qui y sont inclus ont connu un grand succès comme In da Club, titre phare de l'album. À l'origine c'est Wanksta (bande originale de 8 Mile) qui aura préparé l'arrivée du CD aux États-Unis avant sa sortie en février 2003. De nombreux singles suivront, comme P.I.M.P. (repris avec Snoop Dogg, Young Buck et Lloyd Banks), 21 Questions ou encore If I Can't.
Get Rich or Die Tryin' s'est écoulé à plus de 9 millions d'exemplaires aux États-Unis et a été certifié 6x platine par la Recording Industry Association of America (RIAA) le 9 décembre 2003. Il s'est vendu à 15 millions d'exemplaires dans le monde et reste à ce jour le plus gros succès commercial de 50 Cent.  Il fait partie des 1001 albums qu'il faut avoir écoutés dans sa vie

## Liste des titres
| No  | Titre                                                                              | Auteur                                                     | Contient un (des) sample(s) de                                                                                                 | Durée |
| --- | ---------------------------------------------------------------------------------- | ---------------------------------------------------------- | --- | ----- |
| 1.  | Intro                                                                              |                                                            | | 0:06  |
| 2.  | What Up Gangsta (Produit Rob « Reef » Tewlow)                                      | Curtis Jackson, Rob Tewlow                                 | Long Live the Kane de Big Daddy Kane                                                                                           | 2:59  |
| 3.  | Patiently Waiting (featuring Eminem – Produit par Eminem)                          | Jackson, Marshall Mathers, Luis Resto, Mike Elizondo       | Gin and Juice de Snoop Dogg featuring Daz Dillinger                                                                            | 4:48  |
| 4.  | Many Men (Wish Death) (Produit par Darrell « Digga » Branch, Eminem et Luis Resto) | Jackson, Darrell Branch, Resto                             | Out of the Picture de Tavares                                                                                                  | 4:16  |
| 5.  | In da Club (Produit Dr. Dre et Elizondo)                                           | Jackson, Andre Young, Elizondo                             | | 3:13  |
| 6.  | High All the Time (Produit par DJ Rad, Eminem et Sha Money XL)                     | Jackson, Mathers, Michael Clervoix, Conrad Almonacy, Resto | Ready or Not Here I Come (Can't Hide From Love) des Delfonics (If Loving You Is Wrong) I Don't Want to Be Right de Bobby Bland | 4:29  |
| 7.  | Heat (Produit par Dr. Dre)                                                         | Jackson, Young, Tommy Coster, Elizondo                     | | 4:14  |
| 8.  | If I Can't (Produit par Dr. Dre et Elizondo)                                       | Jackson, Young, Elizondo                                   | Peter Piper de Run–DMC | 3:16  |
| 9.  | Blood Hound (featuring Young Buck of G-Unit – Produit par Sean Blaze)              | Jackson, Sean Henderson, David Brown                       | | 4:00  |
| 10. | Back Down (Produit par Dr. Dre)                                                    | Jackson, Young, Ron Feemster, Elizondo                     | | 4:03  |
| 11. | P.I.M.P. (Produit par Mr. Porter)                                                  | Jackson, Denaun Porter                                     | | 4:09  |
| 12. | Like My Style (featuring Tony Yayo of G-Unit – Produit par Rockwilder)             | Jackson, Marvin Bernard, Dana Stinson                      | Rotten Apple de 50 Cent | 3:13  |
| 13. | Poor Lil Rich (Produit par Sha Money XL et Eminem)                                 | Jackson, Clervoix                                          | Your Life's on the Line de 50 Cent                                                                                             | 3:19  |
| 14. | 21 Questions (featuring Nate Dogg – Produit par Dirty Swif)                        | Jackson, Kevin Risto                                       | It's Only Love Doing Its Thing de Barry White                                                                                  | 3:44  |
| 15. | Don't Push Me (featuring Lloyd Banks of G-Unit et Eminem – Produit par Eminem)     | Jackson, Mathers, Christopher Lloyd, Resto                 | | 4:08  |
| 16. | Gotta Make It to Heaven (Produit par Megahertz)                                    | Jackson, Dorsey Wesley                                     | Peace and Love (Amani Na Mapenzi): Movement IV (Encounter) de Mandrill                                                         | 4:01  |

| 17. | Wanksta (Produit par John « J-Praize » Freeman) | Jackson, John Freeman, Clervoix | 3:39 |
| 18. | U Not like Me (Produit par Red Spyda)           | Jackson, Andy Thelusma          | 4:15 |
| 19. | Life's on the Line (Produit par Terence Dudley) | Jackson, Dudley                 | 3:38 |

| 20. | P.I.M.P. (Remix) (featuring Snoop Dogg, Lloyd Banks et Young Buck) | Jackson, Porter | 4:49 |

| 20. | In da Club (Instrumental)              | Jackson, Young, Elizondo | 3:47 |
| 21. | Soldier (Freestyle) (featuring G-Unit) | Mathers, Resto           | 3:44 |

| 20. | In da Club (Acapella) | Jackson, Young, Elizondo | 3:00 |

## Clips
1. In da Club
2. P.I.M.P. (G-Unit Remix) (featuring Snoop Dogg, Lloyd Banks et Young Buck)
3. 21 Questions (featuring Nate Dogg)
4. Many Men (Wish Death)
5. Heat (2 versions)
6. If I Can't
7. Back Down
8. Wanksta
9. Life's on the Lines

## Classements
| Classements (2003)               | Meilleure Position |
| -------------------------------- | ------------------ |
| Australie - ARIA Charts          | 4                  |
| Autriche - IFPI                  | 16                 |
| Région flamande - Ultratop       | 3                  |
| Région wallonne - Ultratop       | 14                 |
| Canadian Albums Chart            | 1                  |
| Pays-Bas - MegaCharts            | 5                  |
| Danemark                         | 6                  |
| Finlande                         | 11                 |
| France                           | 12                 |
| Hongrie - Mahasz                 | 17                 |
| Italie                           | 13                 |
| Nouvelle-Zélande - RIANZ         | 3                  |
| Norvège                          | 5                  |
| Suède - Sverigetopplistan        | 8                  |
| Swiss Music Charts               | 8                  |
| UK Albums Chart                  | 2                  |
| Billboard 200                    | 1                  |
| Billboard Top R&B/Hip-Hop Albums | 1                  |

| Pays       | Certification | Ventes    |
| ---------- | ------------- | --------- |
| Allemagne  | Or            | 100 000   |
| États-Unis | 9x Platine    | 9 000 000 |
| Japon      | Or            | 100 000   |